# Choerophryne proboscidea
Choerophryne proboscidea és una espècie de granota de la família Microhylidae que viu a Indonèsia i Papua Nova Guinea.